# Agostino Giambelli
Agostino Giambelli (Milano, 1891 – Milano, 20 aprile 1978) è stato un ingegnere e politico italiano.

## Biografia
Giambelli, nato in una famiglia di estrazione operaia, laureatosi in Ingegneria civile presso il Politecnico di Milano, è ricordato per aver dato un grande contributo alla costruzione della metropolitana di Milano, di cui nel 1949 realizzò il primo programma di costruzione e nel 1952 in qualità di assessore ai lavori pubblici, deliberò, organizzò e diresse l'inizio del progetto operativo affidato all' ing. Amerigo Belloni Nel 1955 fu anche il principale artefice della "S.p.A. Metropolitana Milanese", la società che si occupò del finanziamento e la realizzazione della metropolitana. In sua memoria, una targa commemorativa è stata collocata presso la fermata della metropolitana di Piazza San Babila.
Già affermato professionista durante il periodo interbellico, dalla fine del primo conflitto mondiale era stato militante e poi esponente del Partito Popolare, sostenendolo anche nella posizione antifascista assunta dal 1924, che lo rese, durante il ventennio, oggetto di ripetuti controlli della polizia.  Con la nascita del movimento di resistenza aderì alle forze partigiane della Democrazia Cristiana. Durante la Resistenza ricoprirà le cariche di commissario straordinario all'UCAPO e alla SEPRAL (Sezione provinciale dell'alimentazione di Milano, organo del Ministero dell'Agricoltura che costituiva l'Annona cittadina) per conto del CLNAI che aveva sede a Milano. Nell'immediato dopoguerra Giambelli ha ricoperto diverse cariche politiche nell'amministrazione del comune, occupandosi della riforma urbanistica e del piano regolatore di Milano nell'immediato dopoguerra, risultando uno dei maggiori artefici della ricostruzione post-bellica della città.  Esponente di spicco e poi segretario provinciale della Democrazia Cristiana milanese, è stato vice-sindaco della città negli anni '50 del novecento e per 14 anni assessore ai lavori pubblici sotto le amministrazioni dei sindaci Greppi e Ferrari.
Sviluppò e fu presidente anche di una singolare iniziativa di trasporto pubblico extraurbano per mezzo di elicotteri, la Elipadana SAITE (Società Alta Italia Trasporto Elicotteri), attiva dal 1959 al 1961, una società a partecipazione comunale che aveva il compito di unire mediante voli in elicottero il capoluogo lombardo con le città vicine, Torino e Genova, e con Lugano. L’eliporto era in uno spiazzo in via Restelli, tra piazza Carbonari e viale Stelvio. Il primo volo fu effettuato il 28 settembre 1959, sulla tratta Milano-Malpensa-Lugano,.
Fu anche membro del consiglio di amministrazione dell'Alfa Romeo, direttore generale della Gondrand. e vice-presidente dell' "Ente Fiera Milano"
Nel 1958 fu insignito della Gran Croce al Merito della Repubblica Federale di Germania e nel 1965 della medaglia d'oro dell'Ambrogino per i meriti resistenziali.